# 홈 파티 (판매)
홈 파티(home party)는 업체가 소비자 집에서 홈 파티를 열고, 홈 파티에 참여한 사람에 대해서 어떠한 계약을 시키려고 하는 것을 말한다. 파티 도중에 자연스레 업체 관계자가 상품을 설명하고 판매를 하려는 것이다.